# 吴云峰
吴云峰（1949年—），黑龙江望奎人。中国人民武装警察部队中将。2012年底到龄退役。
曾任武警黑龙江省总队政委。2000年，任武警湖北省总队政委。2003年1月，任武警水电指挥部政委。2007年12月，任武警部队副政委。